# 冰雨火
《冰雨火》是一部缉毒题材电视剧，由优酷、芒果超媒、芒果娱乐等公司联合出品，云南省公安厅、湖南省公安厅、西双版纳傣族自治州公安局联合拍摄，傅东育执导，陈晓、王一博领衔主演。该剧于2020年5月26日在云南开机，並於同年9月24日殺青。於2022年8月11日在优酷、台灣LINE TV首播。LiTV 線上影視全劇上架。

## 播放平台
| 頻道    | 所在地   | 日期                         | 時間  | 備註  |
| 优酷    | 中国大陆 | 2022年8月11日-2022年10月20日 | 18:00 | [ 7 ] |
| LINE TV | 臺灣     | 2022年8月12日-2022年10月20日 | 22:00 | [ 8 ] |

## 劇情介紹
三年前，吳剛因涉毒被販毒集團K所殺，其子吴振峰（陳曉 飾）因莽撞違紀被開除警籍。吴振峰心如死灰，被兄弟陳宇（王一博 飾）阻攔出境，途中二人險遭劫持，吴振峰為救陳宇被毒販擄走，從此再無音訊，這一刻，二人的命運被徹底改寫。
三年後，陳宇成為禁毒警察，不料吴振峰再度歸來卻與命案牽連。吴振峰洗刷嫌疑後，卻被陳宇發覺他與販毒集團有着千絲萬縷的聯繫。為徹底殲滅販毒集團，陳宇服從上級部門的安排，脱下警服開啓禁毒生涯的新曆程。與此同時他才得知吴振峰竟是潛伏在販毒集團的孤膽英雄。陳宇與吴振峰先後打入販毒集團內部，兩人默契配合，並肩作戰，最終在公安部署下將販毒集團一網打盡。兄弟二人繼續投身於公安禁毒事業中，不忘初心，牢記使命 。

## 演員表
| 演員                 | 角色   | 简介 |
| 陈晓                 | 吴振峰 | 其父吳剛因為涉嫌毒品被殺，後吴振峰就因為莽撞亂紀被開除警籍，實際上是成為了一名臥底潛伏在販毒集團。 |
| 王一博               | 陈宇   | 缉毒警察 警编：852058 與吴振峰原本是同一個警校出身的民警，感情很好的兄弟，後不料吴振峰出了意外離開警隊，陳宇則成為了一名禁毒民警。一開始覺得吴振峰並不是有殺人嫌疑的販毒者，所以一心查明真相，為朋友洗清冤屈。後來，他發現吴振峰歸來另有深意，並發現他販毒的證據，可警局卻因為他擅自行動，而革除了他的職位，實際上陳宇為了殲滅販毒集團，決心服從組織安排，成為一名臥底，同時發現吴振峰居然也是一名潛伏在販毒集團的孤膽英雄。 |
| 王劲松               | 林德赞 | 林局，雲河縣公安局局长 |
| 赵昭仪               | 蓝安然 | 云河县禁毒大队民警 |
| 刘奕君               | 杨兴权 | 楊玲的父親，20年前因曾檢舉毒販，而遭報復，引致其妻死亡，留下女兒楊玲給林德贊照顧，自己流亡海外（勐佧)10年，之後回到雲河。 |
| 冯嘉怡               | 万贺达 | 雲河縣政協委員，万路通物流公司老板，萬萌萌父親 |
| 章煜奇               | 姜磊   | 毒販，K集团头目之一，劉隊的外甥，東哥的門生 |
| 郭晓婷 少年:黄杨钿甜 | 杨玲   | 咖啡馆老板，杨兴权之女，陳宇女朋友，由於母親被毒販害死，父親要流亡海外，所以極度討厭毒販。 |
| 涂冰                 | 万萌萌 | 万贺达之女，吸毒 |
| 高旭阳               | 周博文 | |
| 公磊                 | 郝东   | K集团头目 |
| 艾东                 | 刘恺华 | 劉隊，雲河縣公安局禁毒大隊隊長，姜磊的舅舅。 |
| 赵煊                 | 于淼   | 戒毒所外聘药剂师 |
| 唐滤晶               | 杨熠   | 云河县禁毒大队民警，楊玲的哥哥。 |
| 王秀竹               | 琼姐   | 勐佧集团头目 |
| 宋熹 （宋撼寰）      | 阿坤   | 萬萌萌的男朋友，東哥的人 |
| 赵轩                 | 阿洪   | |
| 张志坚               | 陈力文 | 省厅禁毒总队副总队长 |
| 田小洁               | 龔隊長 | 云河县禁毒大队前队长 |

## 电视节目的变迁
| 马来西亚 Astro 双星 HD 星期一至四 21:00 - 23:00 （两集连播） | 马来西亚 Astro 双星 HD 星期一至四 21:00 - 23:00 （两集连播） | 马来西亚 Astro 双星 HD 星期一至四 21:00 - 23:00 （两集连播） |
| ------------------------------------------------------------ | ------------------------------------------------------------ | ------------------------------------------------------------ |
|                                                              | 冰雨火 （2022年8月18日－2022年9月19日）                      |                                                              |
| 回廊亭 （2022年8月1日－2022年8月9日）                        | 两个人的小森林 （2022年9月22日－2022年10月24日）             |                                                              |